# Gråblå blomstickare
Gråblå blomstickare (Diglossa caerulescens) är en fågel i familjen tangaror inom ordningen tättingar.

## Utseende
Gråblå blomstickare är en liten och aktiv sångarliknande tätting med den för släktet typiska uppböjda och krokförsedda näbben, lite som en burköppnare. Hos denna art är dock näbben något mindre uppåtböjd jämfört med sina släktingar. Fjäderdräkten är matt blågrå, med rödaktigt öga. Arten kan förväxlas med svartmaskad blomstickare, men saknar just den svarta ögonmasken och är mer dämpad i färgerna.

## Utbredning och systematik
Gråblå blomstickare delas in i sex underarter med följande utbredning:
- Diglossa caerulescens caerulescens – Anderna i Colombia och sydvästra Venezuela
- Diglossa caerulescens caerulescens – Sierra de Perijá på gränsen mellan Colombia och Venezuela
- Diglossa caerulescens caerulescens – kustnära bergstrakter i norra Venezuela (Carabobo till Distrito Federal)
- Diglossa caerulescens caerulescens – Anderna från södra Ecuador (Loja) till nordvästra Peru (Cajamarca och Amazonas)
- Diglossa caerulescens caerulescens – Anderna i centrala Peru (La Libertad till Lima och Junín)
- Diglossa caerulescens caerulescens – Anderna i sydöstra Peru och nordvästra Bolivia (La Paz)

## Levnadssätt
Gråblå blomstickare hittas i bergstrakter på mellan 1600 och 2700 meters höjd. Där ses den i trädkronorna, enstaka eller i par. Den kan ofta följa med kringvandrande artblandade flockar.

## Status
Arten har ett stort utbredningsområde och beståndet anses stabilt. Internationella naturvårdsunionen IUCN listar den därför som livskraftig (LC).